# Claire Messud

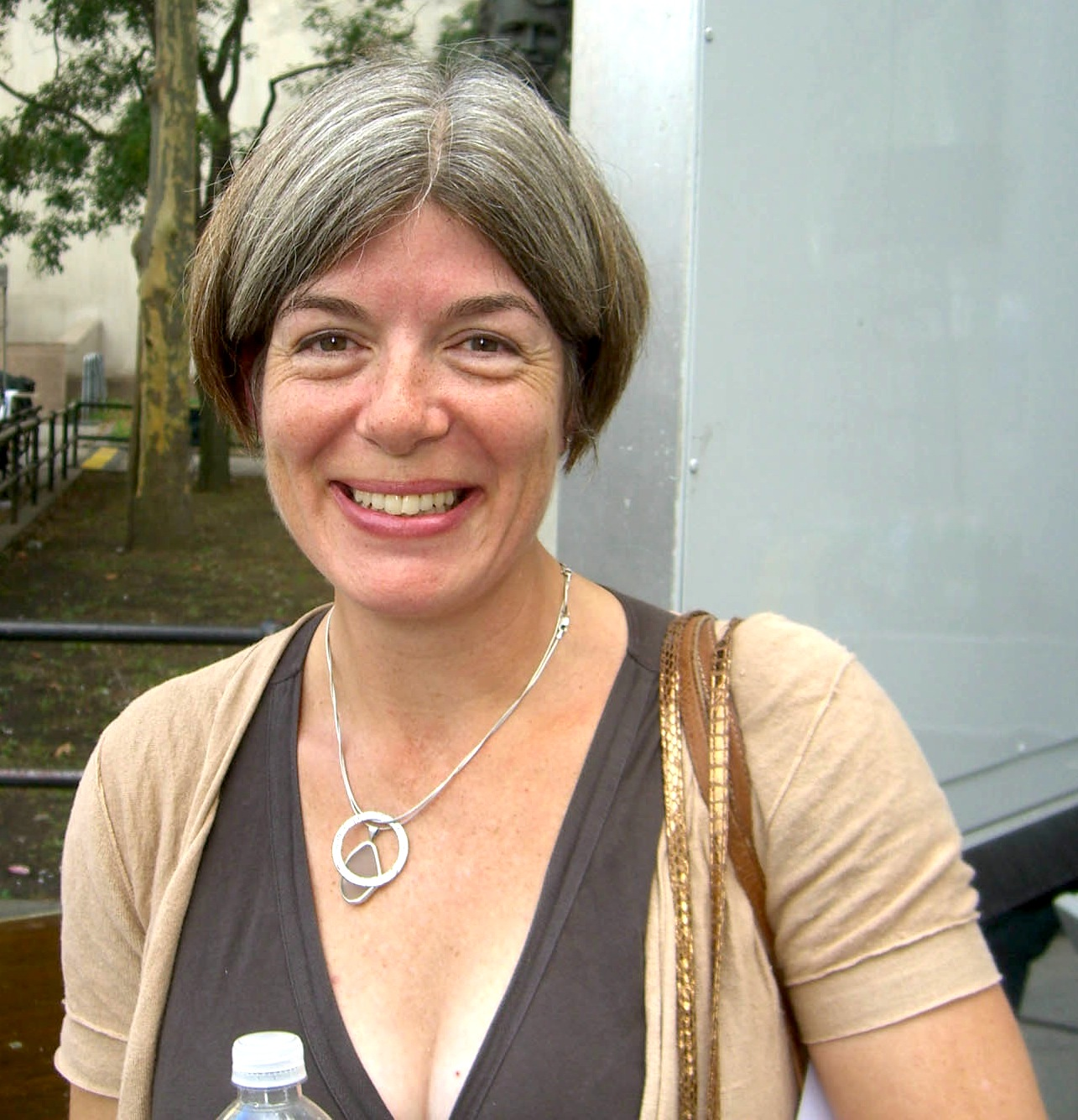
Claire Messud beim Brooklyn Book Festival, September 2009

Claire Messud (* 1966 in Greenwich, Connecticut) ist eine US-amerikanische Schriftstellerin.

## Leben
Messud stammt aus einer kanadisch-französischen Familie, die Mutter ist Kanadierin, der Vater Franzose algerischer Herkunft; sie wuchs in den Vereinigten Staaten, Kanada und Australien auf, ging auf die Milton Academy in Massachusetts und studierte anschließend an der Yale University und an der Cambridge University, wo sie ihren Mann traf.
Claire Messud veröffentlichte 1995 ihren ersten Roman und hatte mit dem Großstadtroman Des Kaisers Kinder einen weltweiten Erfolg. Sie unterrichtet an verschiedenen amerikanischen Colleges und ist mit dem britischen Literaturkritiker James Wood verheiratet; das Paar hat zwei Kinder und lebt in Washington, D.C. und in Somerville, Massachusetts.
2025 wurde Messud zum Mitglied der American Academy of Arts and Sciences gewählt.

## Werke
- 1995 When The World Was Steady (Roman)
- 1999 The Last Life (Roman)
  - Und dazwischen das Meer, dt. von Christiane Filius-Jehne; Köln: Kiepenheuer und Witsch 2001. ISBN 3-462-02976-2
- 2001 The Hunters (enthält die beiden Kurzromane A Simple Tale und The Hunters)
  - Familie Jäger, dt. von Dora Winkler; München: Deutsche Verlags-Anstalt 2004. ISBN 3-421-05681-1
- 2006 The Emperor’s Children (Roman)
  - Des Kaisers Kinder, dt. von Sabine Hübner. München: Deutsche Verlagsanstalt 2007. ISBN 3-421-04204-7.
- 2013 The Woman Upstairs
  - Wunderland, dt. von Monika Baark. Hamburg: Hoffmann und Campe 2021. ISBN 978-3455006148.
- 2017 The Burning Girl (Roman)
  - Das brennende Mädchen, dt. von Monika Baark. Hamburg: Hoffmann und Campe 2018. ISBN 978-3455003925.
- This Strange Eventful History. Fleet, London 2024, ISBN 978-0-349-12706-4.

## Kritiken
Stimmen zum neuesten Roman Das brennende Mädchen:

„Es zeugt von Messuds schriftstellerischer Subtilität und Empathie, wie sie die beiden, aus ganz unterschiedlichen Familienkonstellationen hervortretenden Freundinnen in ihrer gemeinsamen Suche nach Halt und Verschmelzung beschreibt.“

„Meisterhaft erzählt, atmosphärisch, spannend und emotional, ohne dabei rührselig zu werden.“

## Auszeichnungen
- 1995 When The World Was Steady nominiert für den PEN/Faulkner Award.
- 2002 Metcalf Award der American Academy of Arts and Letters
- 2003 Mildred and Harold Strauss Livings Award der American Academy of Arts and Letters
- 2006 The Emperor’s Children nominiert für den Booker Prize
- 2010/11 Fellow am Wissenschaftskolleg Berlin